# Oden Salomos
Die Oden Salomos (Abkürzung: OdSal) sind eine christliche Liedersammlung (Hymnen), die wahrscheinlich um 130 n. Chr. verfasst wurde. Die 42 Oden wurden ursprünglich auf Syrisch abgefasst und sind vor allem syrisch überliefert, großenteils auch koptisch, Ode 11 auf Syrisch und Griechisch. Ode 2 ist verschollen.

Die Oden Salomos sind weder mit dem Oden der Septuaginta, einer in manchen Septuaginta-Handschriften enthaltenen liturgischen Sammlung biblischer Lieder, noch mit den Psalmen Salomos identisch.

## Datierung, Herkunft
Die Oden wurden zunächst um das Jahr 200 n. Chr. datiert (H. J. W. Drijvers), in jüngerer Zeit aber auf 130 n. Chr. (Michael Lattke, Klaus Berger). „Angesichts der großen und nicht durch Zitierung vermittelten Nähe zu den Paulusbriefen und zum Corpus Johanneum ist dieses wohl der späteste Zeitpunkt.“
Über den bzw. die Verfasser ist nichts Näheres bekannt, es dürfte sich aber um Heidenchristen gehandelt haben, die für Heidenchristen schrieben und möglicherweise aus Edessa stammten.

## Inhalt
Jesus ist (oft) als Sprecher der Hymnen anzunehmen und agiert dann als Übermittler der Offenbarung über Gott. Er predigt die Umkehr zum Licht. „Der Tod Jesu hat keine konstitutive Bedeutung. Ähnlich aber wie in Phil 2,9–11  ist die Erhöhung Jesu der Anlass, dass die universale Völkerwelt an ihn glaubt und sich zu ihm bekennt (Ode 10,5).“ Israel spielt eine untergeordnete Rolle; die Völker sind gemäß Ode 10,6 „für immer mein Volk“ geworden.
Die Oden wenden sich außerdem gegen gnostische oder marcionitische Lehren, stehen dem Diatessaron Tatians nahe und betonen die Identität des Gläubigen mit Christus (z. B. OdSal 41).
Hermann Detering sah in Basilides, einem Gnostiker des 1. bis 2. Jahrhunderts n. Chr., den Autor der Schrift.

## Ausgaben und Übersetzungen
- Johannes Flemming (Übers.), Adolf Harnack (Hrsg.): Ein jüdisch-christliches Psalmbuch aus dem ersten Jahrhundert … aus dem Syrischen (Texte und Untersuchungen zur Geschichte der altchristlichen Literatur Band 35.4). Hinrichs, Leipzig 1910. archive.org
- James H. Charlesworth (Hrsg.): The Odes of Solomon: the Syriac Text, Chico CA 1977.
- Michael Lattke: Oden Salomos (Fontes Christiani 19). Freiburg 1995.
- Hubert Grimme, Syrischer und hebräischer Text mit deutscher Übersetzung archive.org